# Presidente del Consiglio legislativo di Hong Kong
Il presidente del Consiglio legislativo è il capo del Consiglio legislativo di Hong Kong. Ai sensi dell'articolo 71 della Legge fondamentale di Hong Kong, il Presidente del Consiglio legislativo è eletto da e tra i membri del Consiglio legislativo, svolge il ruolo di presidente, il ruolo amministrativo e il ruolo cerimoniale e assicura il regolare svolgimento delle riunioni del Consiglio stesso.

## Storia
Dall'istituzione del consiglio nel 1843 al 1993, il presidente del consiglio legislativo di Hong Kong era il governatore. Nel 1991, un vice presidente, Sir John Joseph Swaine, fu nominato dal governatore tra i membri per presiedere le sedute. Il governatore rimase presidente e membro, ma si astenne sistematicamente dalla maggior parte delle sedute. Nel febbraio 1993, il governatore cessò di essere membro e presidente del consiglio. La presidenza è stata consegnata a un membro eletto tra i membri non ufficiali.

## Eleggibilità
In base all'attuale sistema, il Presidente sarà cittadino cinese e residente permanente della RAS di Hong Kong per un periodo non inferiore a 40 anni, senza diritto di dimora in alcun paese straniero e dovrà avere di solito soggiornato a Hong Kong per un periodo continuativo non inferiore di 20 anni.

## Ruolo

### Ruolo della presidenza
Il Presidente presiede le riunioni del Consiglio e assicura che le attività vengano condotte in modo ordinato durante le riunioni del Consiglio. In assenza del presidente, il presidente del comitato della Camera funge da vicepresidente.
Il Presidente determina il giorno e l'orario delle riunioni. Lui o lei può cambiare agenda, sospendere una riunione e convocare una riunione speciale o aggiornare il Consiglio legislativo. 
Il presidente convoca riunioni di emergenza su richiesta del Capo dell'esecutivo (o governatore).
Il presidente è responsabile dell'osservanza delle norme di ordine nel consiglio legislativo e la sua decisione su un punto d'ordine è definitiva.

### Ruolo amministrativo
Il Presidente è anche il capo della Commissione del Consiglio legislativo, un organo statutario e fornisce supporto amministrativo e servizi al Consiglio legislativo e ai suoi membri attraverso il segretariato del Consiglio legislativo.
La Commissione del Consiglio legislativo determina l'organizzazione e l'amministrazione dei servizi e delle strutture di supporto, formula ed esegue politiche sul loro efficace funzionamento ed espande i fondi nel modo che ritiene opportuno per sostenere queste attività.

### Ruolo cerimoniale
Al presidente viene assegnata la settima posizione nella lista dell'ordine di precedenza dietro al Capo esecutivo, al Giudice capo della Corte d'appello finale, al Segretario capo per l'amministrazione, al Segretario finanziario e al Segretario alla giustizia. Lui o lei è il rappresentante del Consiglio legislativo in occasioni cerimoniali e formali.